# Friedhof Kirchheim (Heidelberg)

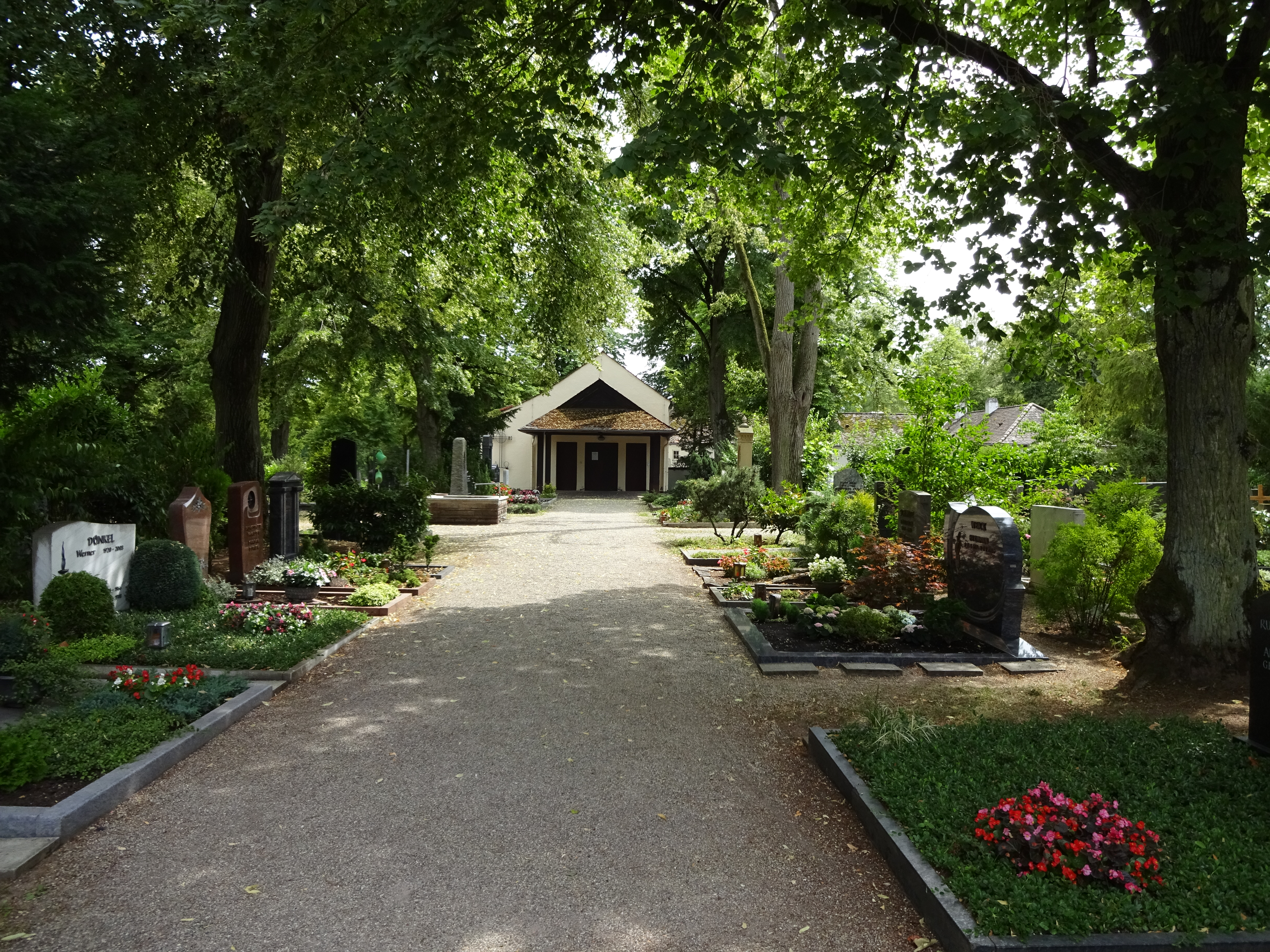
Blick vom Nordeingang zur Kapelle

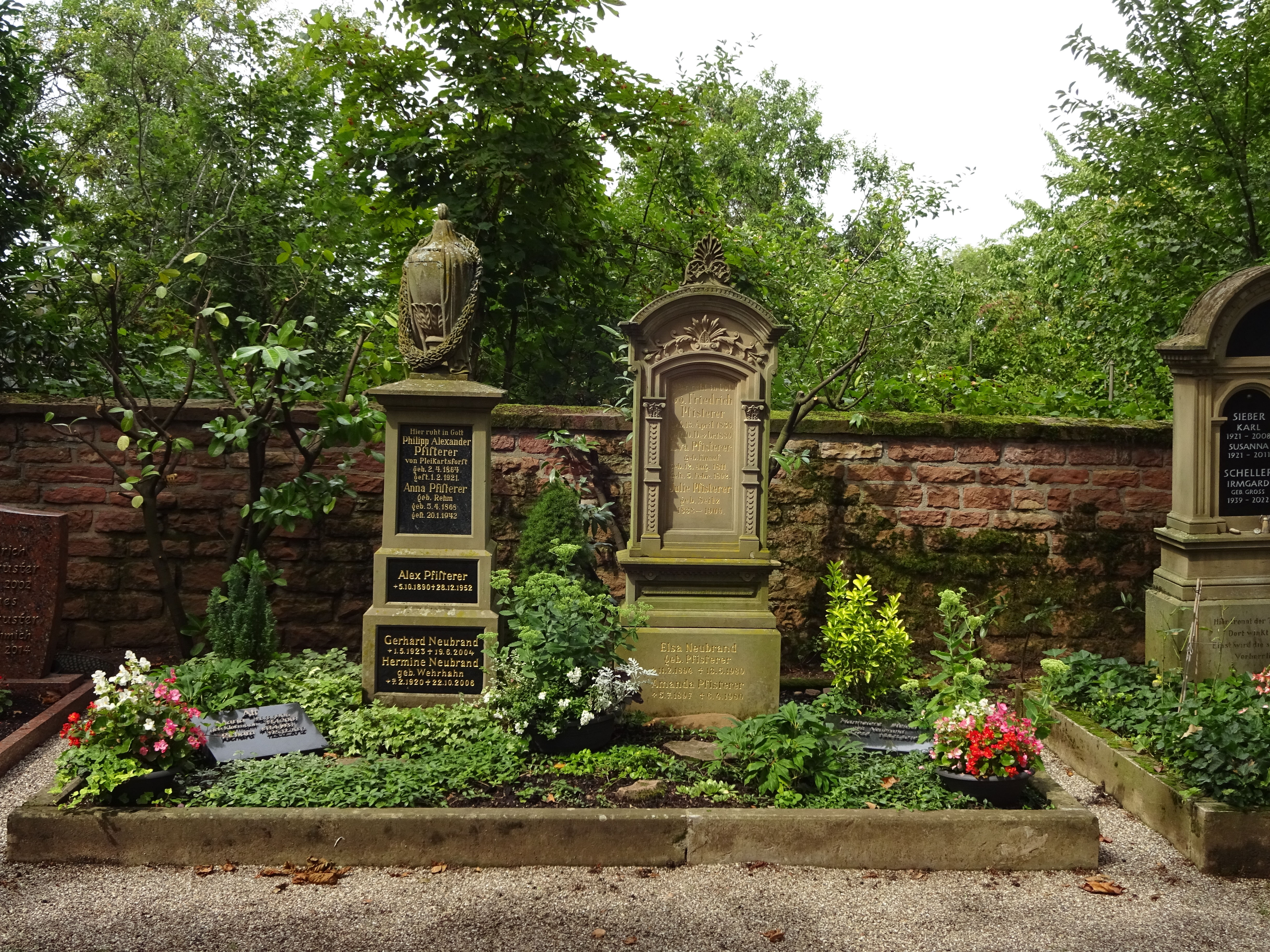
Historische Gräber im alten Friedhofsteil

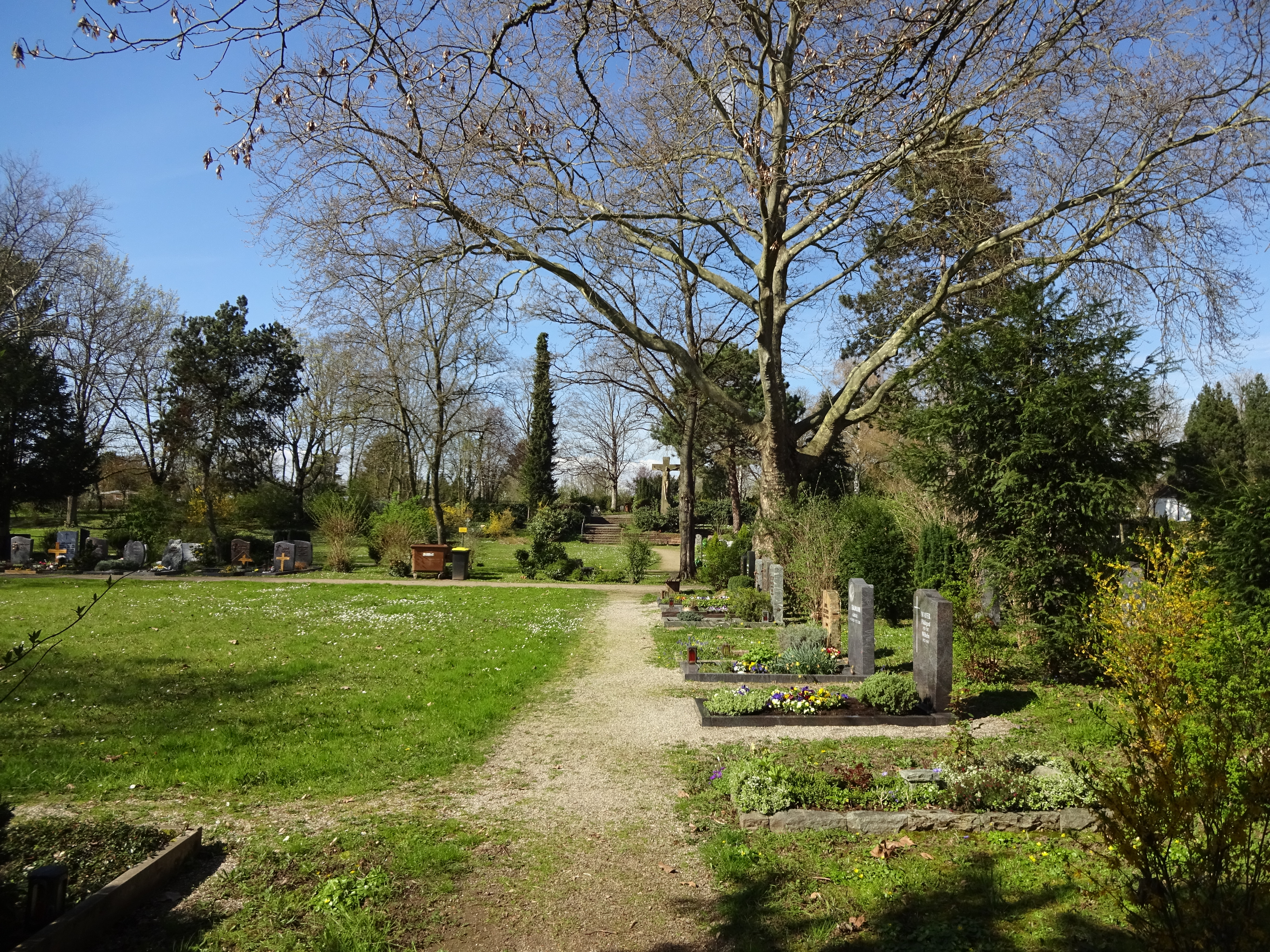
Neuer Friedhofsteil

Der Friedhof Kirchheim liegt im Südwesten des Heidelberger Stadtteils Kirchheim. Mit einer Fläche von rund 5,5 ha ist er der drittgrößte Friedhof der Stadt.

## Geschichte
Der ursprüngliche Friedhof des bis 1920 eigenständigen Dorfes Kirchheim lag um die Petruskirche. Als dieser im 19. Jahrhundert zu klein geworden war und nicht mehr den hygienischen Anforderungen entsprach, wurde ein neuer Friedhof außerhalb des Ortes angelegt und 1852 eröffnet.
1907 wurde die Friedhofskapelle nach Plänen des Architekten Eirich errichtet. Mit der Eingemeindung Kirchheims 1920 trat die Heidelberger „Leichenordnung“ in Kraft, daher musste die Kapelle um zwei Leichenkammern erweitert werden, da die Aufbahrung der Verstorbenen in der Wohnung oder im Sterbehaus nicht mehr statthaft war. 1985 erhielt sie  ein zusätzliches Vordach, 1987/1988 wurde das Gebäude in Richtung Süden erweitert und 2005 umfassend renoviert.
Als um 1950 der Bergfriedhof an seine Kapazitätsgrenzen stieß, beschloss man, den Friedhof in Kirchheim entsprechend zu erweitern. Dieser wurde durch Ankauf von Land für rund 5000 Gräber nach Süden hin erweitert. Dabei wurde die teilweise verfallene Begrenzungsmauer des alten Friedhofs unter Verwendung der vorhandenen Steine wieder aufgebaut und der Haupteingang von der Nord- an die Ostseite verlegt. Nach der Schließung des Bergfriedhofs für Reihengräber übernahm der Kirchheimer Friedhof diese Aufgabe auch für die Verstorbenen der innerstädtischen Stadtteile.

## Anlage
Der Friedhof Kirchheim liegt im Südwesten Kirchheims am Übergang vom verbauten Ortsgebiet zu den Feldern. Mit einer Fläche von rund 5,5 ha ist er nach dem Bergfriedhof und dem Friedhof Handschuhsheim der drittgrößte Friedhof Heidelbergs. Sowohl die ursprüngliche Anlage als auch die etwas tiefer gelegene Erweiterung im Süden folgen einem streng geometrischen Raster der Grabreihen mit entsprechender Wegeführung. Der Haupteingang befindet sich an der Ostseite, vom ursprünglichen Haupteingang im Norden führt ein Weg, der die Hauptachse bildet, auf die Friedhofskapelle zu. An der Treppe vom alten zum neuen Friedhofsteil steht ein über 5 Meter hohes steinernes Kreuz. Auf der Seite zum neuen Teil ist es als Kruzifix gestaltet, auf der Rückseite zum alten Teil befindet sich die Inschrift GEDENKET EURER TOTEN.

## Gedenkstätten

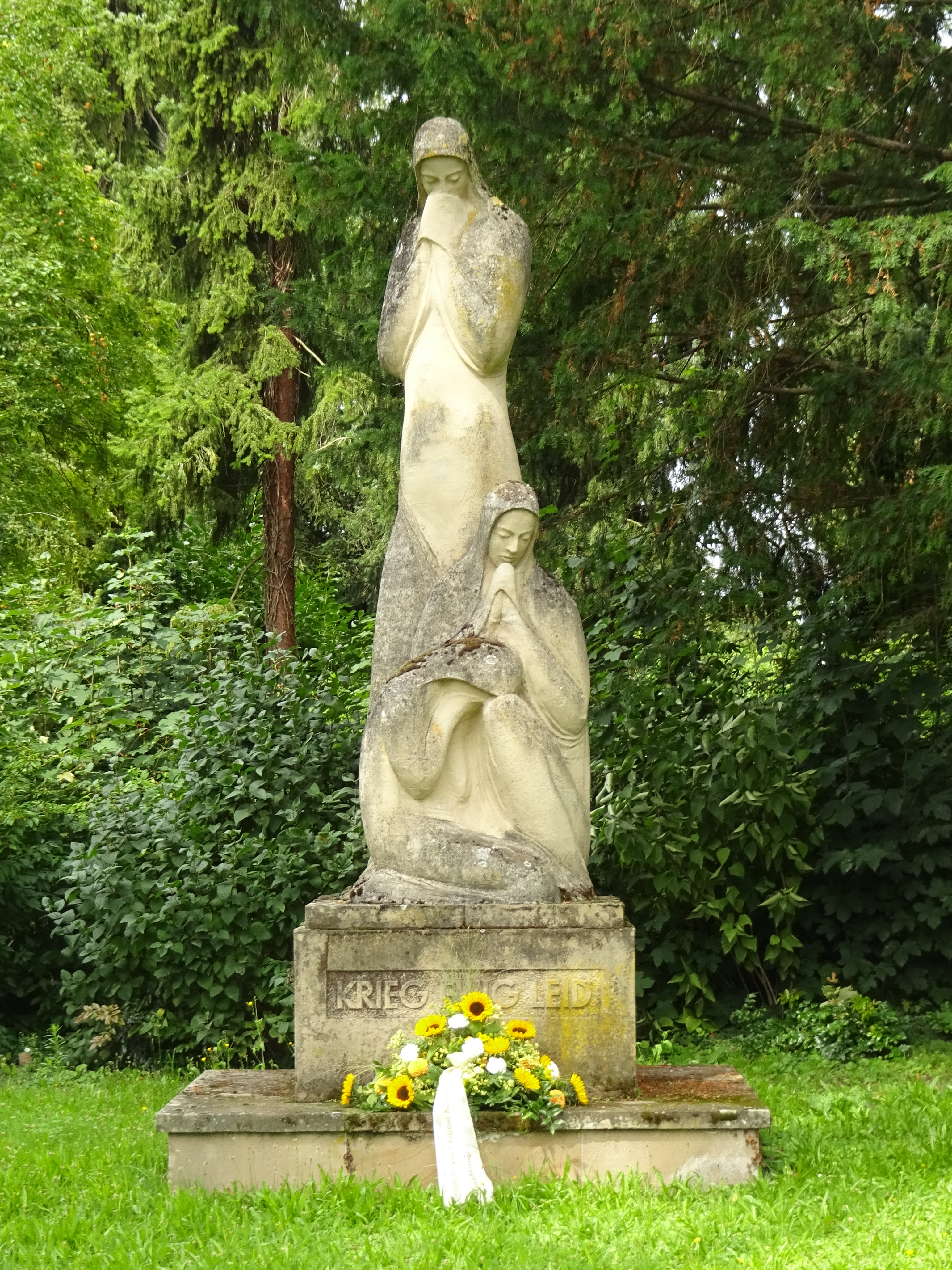
Trauer- und Friedensmal

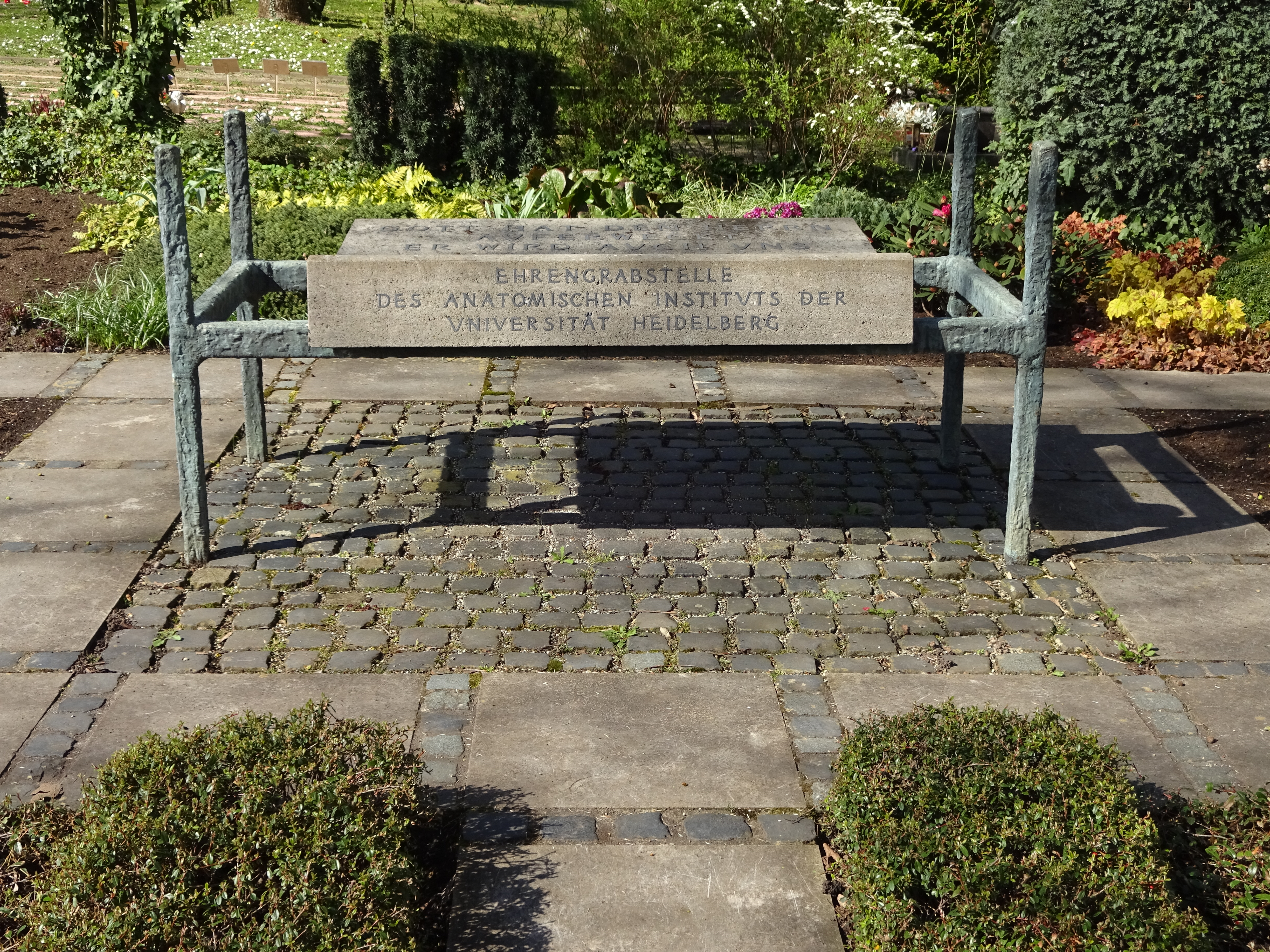
Ehrengrabstelle des Anatomischen Instituts

### Kriegsgräber
Im alten Teil des Friedhofs befindet sich ein Bereich mit Gräbern gefallener Soldaten des Ersten Weltkriegs. Die 28 Gräber sind u-förmig um eine kleine Wiese, die von einem Gehweg unterbrochen wird, angelegt. Ursprünglich befanden sich auf den Gräbern überdachte Holzkreuze mit Namensinschrift und aufgemaltem Blumenstrauß, sie wurden später durch Kreuze aus Stein ersetzt.
Ein größeres Areal im alten Friedhofsteil dient als letzte Ruhestätte von 34 polnischen und 20 sowjetischen Zwangsarbeitern, die 1944 in Heidelberg während ihrer Gefangenschaft gestorben sind.

### Trauer- und Friedensmal
Das Trauer- und Friedensmal am Übergang vom alten in den neuen Friedhofsteil wurde 1961 von Bildhauer Bergner geschaffen. Es erinnert an die rund 800 Gefallenen und Vermissten der Gemeinde Kirchheim im Deutsch-Französischen Krieg, im Ersten Weltkrieg und im Zweiten Weltkrieg. Das Denkmal zeigt drei gebeugte, trauernde Frauen, am Sockel befindet sich die Inschrift KRIEG EWIG LEID. Auf der Rasenfläche vor der Skulptur stehen drei Steinkreuze mit den Jahreszahlen der Kriege (1870/71, 1914–1918, 1939–1945).

### Ehrengrabstelle des Anatomischen Instituts
In der Ehrengrabstelle des Anatomischen Instituts der Universität Heidelberg werden die Verstorbenen beigesetzt, die ihren Körper nach dem Tod der Universität für die Ausbildung der Medizinstudierenden in Heidelberg zur Verfügung gestellt haben.

### Denkmal für die Toten der Neckarlager

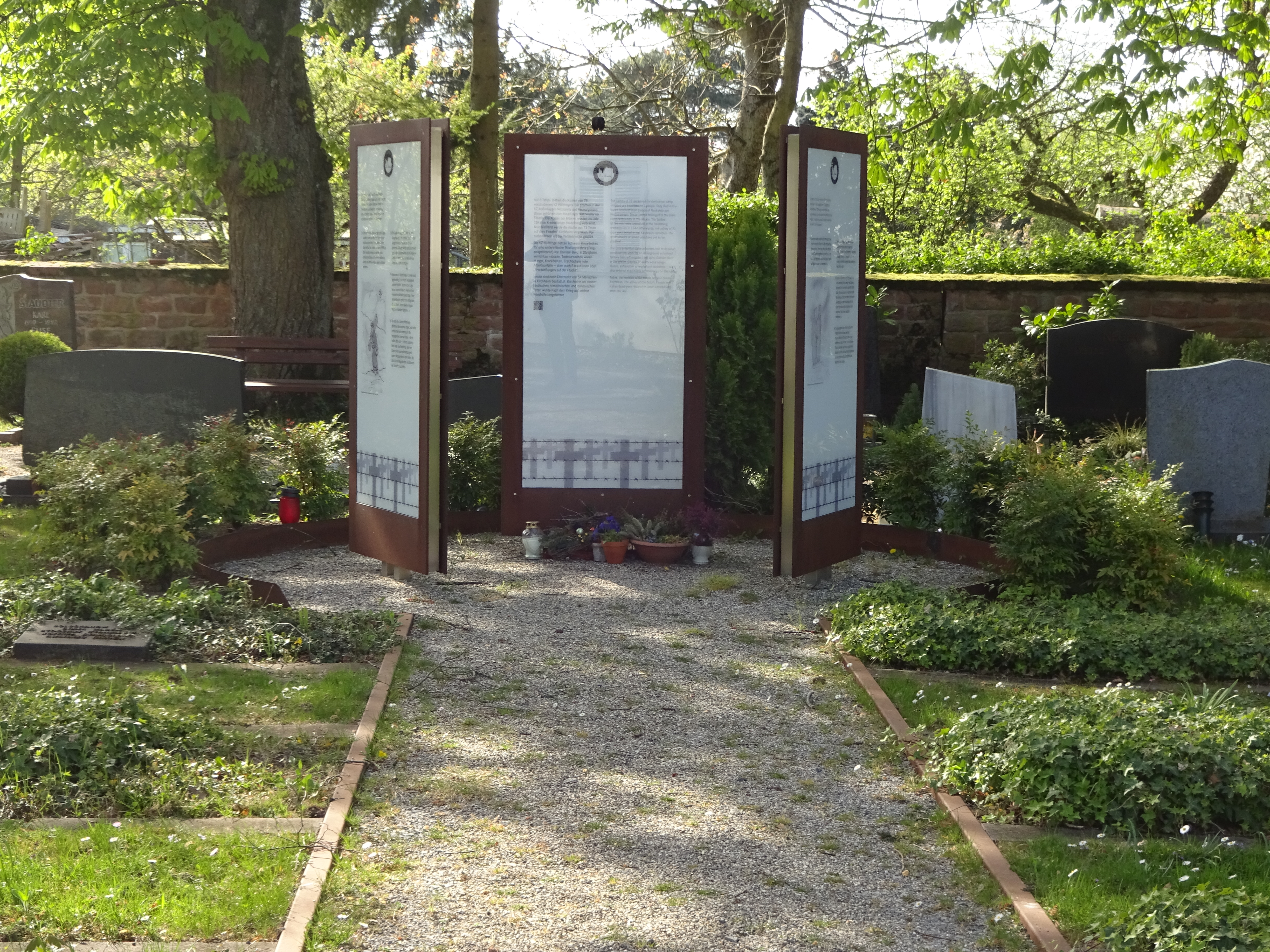
Denkmal für die Toten der Neckarlager

Das 2024 errichtete Denkmal erinnert an die 74 politischen Häftlinge der Neckarlager des KZ Neckarelz, die zwischen April und Oktober 1944 verstarben und im Heidelberger Krematorium verbrannt wurden. Ihre Asche wurde anonym auf dem Friedhof Kirchheim vergraben. Das Denkmal wurde von Schülerinnen und Schülern der Elisabeth-von-Thadden-Schule initiiert. Es besteht aus drei Metalltafeln mit den Namen und Lebensdaten der Opfer.